# Gwiaździste spękanie jabłek

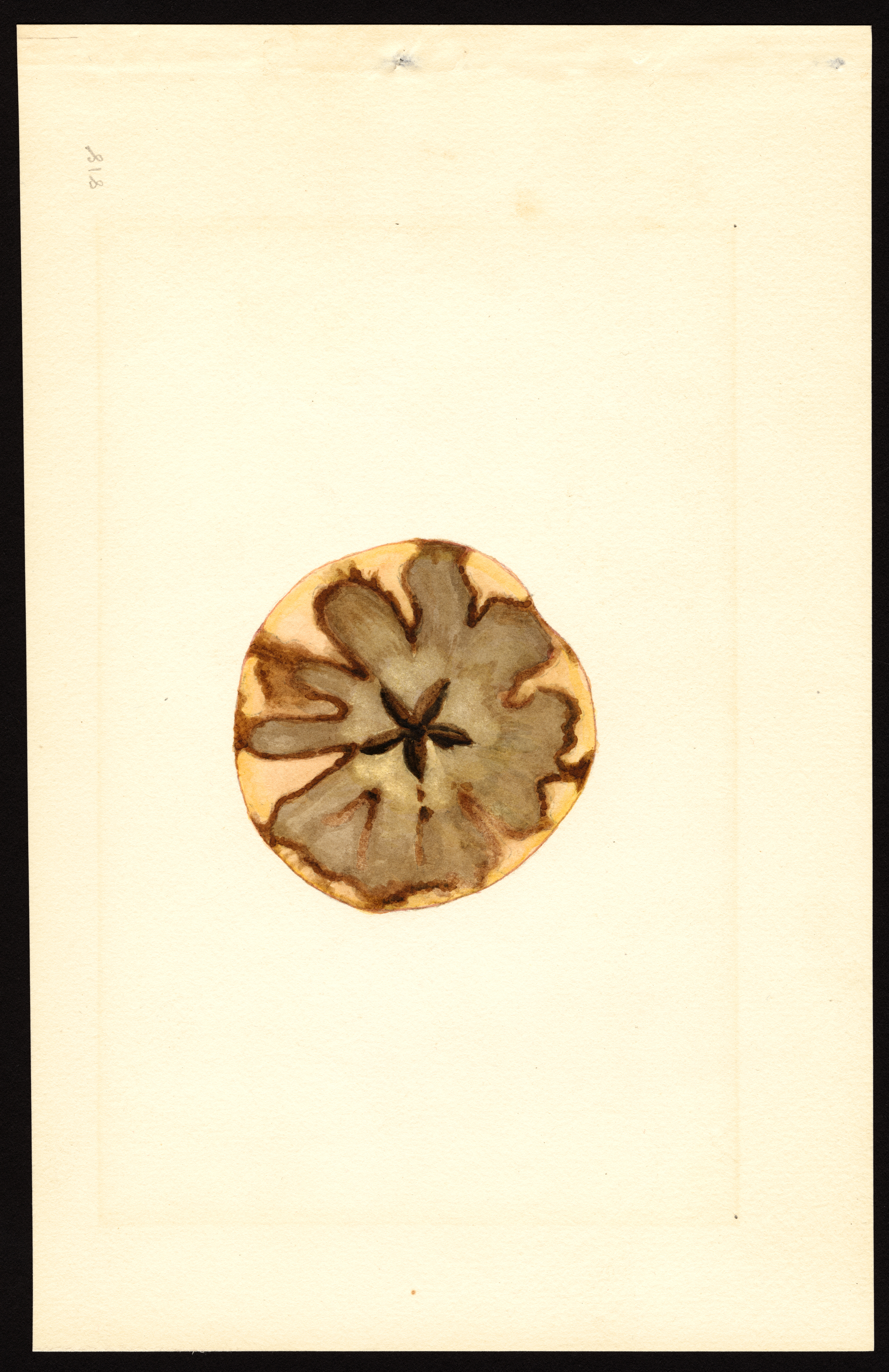
Przekrój poprzeczny owocu z objawami gwiaździstego spękania jabłek

Gwiaździste spękanie jabłek (ang. Apple horseshoe wound agent) – infekcyjna choroba jabłoni spowodowana przez niezidentyfikowanego patogena Apple star crack.
Apple star crack to niezidentyfikowany wirus lub wiroid porażający jabłoń domową (Malus domestica). Wywołana przez niego choroba znana jest w Ameryce Północnej, Europie, na Bliskim Wschodzie, w Indiach i Australii. Porażone drzewa wytwarzają mniej owoców i powstają na nich zmiany. Jabłka mają gwiaździste pęknięcia na skórce, głównie w okolicach końca kielicha, mogą też wystąpić poważne zniekształcenia, pękanie i zmniejszenie wielkości jabłek. U niektórych odmian mogą powstawać owoce o szorstkiej skórce. Objawy pojawiają się także na całych drzewach. Niektóre odmiany, np. ‘Cox’s Orange Pippin’, ‘Queen Cox’, ‘James Grieve’ wiosną zaczynają się rozwijać później niż zdrowe drzewa, czasami nawet o 3 tygodnie. Inne odmiany mogą zrzucać liście kilka dni wcześniej niż zdrowe drzewa. Porażone drzewa są często słabe. Jesienią młode liście na pędach stają się lekko chlorotyczne i miseczkowate. Zainfekowane drzewa mogą być skarłowaciałe.
Porażone jabłka tracą wartość handlową. Chociaż choroba może powodować rozległe szkody na porażonych drzewach, nie rozprzestrzenia się w sadzie, a ponieważ zwykle występuje tylko sporadycznie, ma niewielkie znaczenie gospodarcze. Zapobiega się jej poprzez stosowanie do sadzenia i szczepienia tylko certyfikowanych sadzonek, podkładek i zrazów. Gwiaździste spękanie jabłek jest jedną z tych chorób, których istnienie na certyfikowanym materiale rozmnożeniowym i sadzonkach musi być wykluczone.